# ستركتر
ستركتر هو قاعدة بيانات على الإنترنت، تحتوي على الصور والمعلومات عن أعمال ومنشآت الهندسة الإنشائية والمدنية وما يرتبط بها من المهندسين المعماريين وغيرهم.